# Oecetis malighawa
Oecetis malighawa är en nattsländeart som beskrevs av Schmid 1958. Oecetis malighawa ingår i släktet Oecetis och familjen långhornssländor. Inga underarter finns listade i Catalogue of Life.